# Cầu lông tại Đại hội Thể thao châu Á 1986
Cầu lông là cuộc thi tổ chức tại Đại hội Thể thao châu Á 1986.

## Huy chương giành được
Đơn nam
| H.chương | NOC/Tên        | H.chương | NOC/Tên     | H.chương | NOC/Tên       | H.chương | NOC/Tên       |
|          | Trung Quốc     |          | Trung Quốc  |          | Hàn Quốc      |          | Hàn Quốc      |
|          | Triệu Tiên Hoa |          | Dương Dương |          | Park Sung-Hae |          | Sung Han-Kook |

Đôi nam
| H.chương | NOC/Tên                    | H.chương | NOC/Tên                    | H.chương | NOC/Tên                 | H.chương | NOC/Tên                      |
|          | Hàn Quốc                   |          | Trung Quốc                 |          | Trung Quốc              |          | Indonesia                    |
|          | Park Joo-Bong Kim Moon-Soo |          | Thiên Băng Nghị Lỹ Vĩnh Ba |          | Đinh Tề Thánh Trần Cảng |          | Liem Swie King Bobby Ertanto |

Đội nam
| H.chương | NOC/Tên  | H.chương | NOC/Tên    | H.chương | NOC/Tên | H.chương | NOC/Tên   |
|          | Hàn Quốc |          | Trung Quốc |          | Ấn Độ   |          | Indonesia |

Đơn nữ
| H.chương | NOC/Tên     | H.chương | NOC/Tên    | H.chương | NOC/Tên         | H.chương | NOC/Tên    |
|          | Trung Quốc  |          | Trung Quốc |          | Hàn Quốc        |          | Hàn Quốc   |
|          | Hàn Ái Bình |          | Lý Linh Vỹ |          | Hwang Hye-Young |          | Kim Yun-Ja |

Đôi nữ
| H.chương | NOC/Tên              | H.chương | NOC/Tên                 | H.chương | NOC/Tên                       | H.chương | NOC/Tên                     |
|          | Trung Quốc           |          | Hàn Quốc                |          | Indonesia                     |          | Nhật Bản                    |
|          | Lâm Anh Quản Vĩ Chân |          | Yoo Sang-Hee Kim Yun-Ja |          | Rosiana Tendean Imelda Wiguno |          | Jinnai Kimiko Kitada Sumiko |

Đội nữ
| H.chương | NOC/Tên    | H.chương | NOC/Tên  | H.chương | NOC/Tên   | H.chương | NOC/Tên  |
|          | Trung Quốc |          | Nhật Bản |          | Indonesia |          | Hàn Quốc |

Trộn đội
| H.chương | NOC/Tên                       | H.chương | NOC/Tên                       | H.chương | NOC/Tên                  | H.chương | NOC/Tên                 |
|          | Hàn Quốc                      |          | Hàn Quốc                      |          | Trung Quốc               |          | Trung Quốc              |
|          | Chung Myung-Hee Park Joo-Bong |          | Chung So-Young Lee Deuk-Choon |          | Lâm Anh Tưởng Quốc Lương |          | Tiên Bình Hùng Quốc Bảo |

## Bảng huy chương
| 1 | Trung Quốc | 4 | 4 | 3 | 11 |
| 2 | Hàn Quốc   | 3 | 2 | 5 | 10 |
| 3 | Nhật Bản   | 0 | 1 | 1 | 2  |
| 4 | Indonesia  | 0 | 0 | 4 | 4  |
| 5 | Ấn Độ      | 0 | 0 | 1 | 1  |